# Horní Štěpánov
Horní Štěpánov là một làng thuộc huyện Prostějov, vùng Olomoucký, Cộng hòa Séc.